# Обельные вотчинники
Обельные крестьяне, обельные вотчинники — категория российских крестьян-белопашцев, освобождённых от всех податей и повинностей за какие-либо особые заслуги.
Известно несколько случаев, когда крестьянам была пожалована земля в вотчинное владение с предоставлением им тех же преимуществ, которыми пользовались только сословия духовенства и аристократии. Потомки обельных крестьян, сохраняли свои права и привилегии на протяжении столетий, получая подтвердительные грамоты от каждого следующего государя, вступавшего на Российский престол.
К 1 января 1896 г. всех обельных вотчинников и крестьян было 1178 человек.

## Потомки священника Ермолая Герасимова
Обельные вотчинники Челмужской волости Повенецкого уезда — потомки священника Ермолая Герасимова, который во время заточения царицы инокини Марфы в Егорьевском погосте, «твердо и непоколебимо», по выражению жалованной грамоты, служил заключенной. В награду за это он получил в 1614 г. от Михаила Федоровича жалованную грамоту на владение в Челмужском-Петровском погосте дворцовой волостью, с освобождением от платежа дани денежной, хлебной и ямской, от требования посоха и ямщика, от участия во всех разметах и вообще от всех пошлин. Даже государевы и новгородские посланники не могли въезжать в пожалованную волость. В 1621 г. она была выключена из оклада дворцовых сел; тогда в ней было пять деревень живущих и девять пустошей с угодьями, а крестьянских дворов 13, с 18 крестьянами, да 2 двора бобыльских. В 1696 г. правнуку Ермолая дозволено было владеть только половиной 9 пустошей, с обязательством платить оброку по 5 руб. 50 коп. в год. Эти права обельных вотчинников сохранялись и в XIX в. В конце XVIII в. их было 19 человек, в 1851 г., вместе с крестьянами — 128.

## Повенецкий уезд
В Повенецком уезде статусом обельных вотчинников обладали также Глездуновы, Тарутины и Сидоровы, предки которых оказали разные услуги матери Михаила Федоровича во время её заточения.

## Меркульевы
В Ялгубской волости Петрозаводского уезда к обельным вотчинникам принадлежали Меркульевы — потомки Григория Меркульева, который, за излечение ран у царя Бориса Федоровича получил в 1601 г. обжу (около 15 десятин) с деревней Ананьинской. Пожалование было подтверждено грамотой 1686 г.

## Потомки Рябоева
В Петрозаводском же уезде к обельным вотчинникам относятся и потомки молотового работника Ивана Рябоева, открывшего олонецкие марциальные воды и получившего от Петра I в 1720 освобождение от всех податей и работ на медных заводах.

## Потомки Федора Иванова
Обельные вотчинники Вытегорского уезда пользовались наименьшими правами. Их предок Федор Иванов проходил с отписками мимо польско-литовских войск при царе Василии Ивановиче Шуйском и пожалован последним полдеревней Стрельниковского починка в Ухтозерской волости, со всеми угодьями. Подтвердительные грамоты получены его потомками в 1636, 1648, 1676 и 1683 гг. По указу сената 1726 г. с них велено взимать подушные подати наравне с однодворцами. По окладным книгам бывшей Белозерской провинциальной канцелярии они показаны в числе отписных черносошных. В 1769 г. они платили до 3 руб. с души, но в 1796 г. были освобождены от всех платежей, кроме подушной подати и платы на содержание почт. С учреждением министерства государственных имуществ приписаны к числу свободных хлебопашцев.